# Dik Dik
Ne doit pas être confondu avec Dik-dik de Kirk.
 (septembre 2022).
Le contenu est difficilement compréhensible vu les erreurs de traduction, qui sont peut-être dues à l'utilisation d'un logiciel de traduction automatique.
Dik Dik est le nom d'un groupe musical italien.  

## Histoire
Le groupe se forme sous le nom de Dik Dik à Milan en 1965. Il préexistait depuis 1962 sous les noms de Dreamers puis Squali.
Le 18 décembre 2020, Erminio Salvaderi, le guitariste historique du groupe meurt de complications de la Covid-19,,.

## Formation

### Formation en 2021
- Giancarlo Sbriziolo (Lallo) – vocal, guitare basse (1965-1978, depuis 1982)
- Pietro Montalbetti (Pietruccio) – guitare, chœurs (depuis 1965)
- Gaetano Rubino - batterie
- Mauro Gazzola - claviers

### Anciens membres
- Erminio Salvaderi (Pepe) – guitare rythmique, clavier, accompagnement vocal (1965-2020)
- Ricky Gianco - guitare
- Dante Roberto Facini (Roby) – vocal, guitare rythmique (1977-1982)
- Rosario Brancati – vocal, guitare rythmique  (1978-1982)
- Sergio Panno – batterie (1965-1974)
- Nunzio Favia (Cucciolo) – batterie (1974-1982)
- Mario Totaro – clavier (1965-1974)
- Roberto Carlotto (Hunka Munka) – clavier (1974-1977)
- Joe Vescovi – clavier (1978-1980, 1988-1990, 2007)

## Discographie partielle

### 33 tours
- 1967: Dik Dik (album) (Dischi Ricordi, MRP 9035)
- 1969: Il primo giorno di primavera e altri successi (Dischi Ricordi, SMRP 9055)
- 1969 : L'isola di Wight, Io mi fermo qui ed altri successi (Dischi Ricordi, SMRP 9070)
- 1972: Suite per una donna assolutamente relativa (Dischi Ricordi, SMRL 6095)
- 1973: Storie e confessioni (Dischi Ricordi, SMRL 6103)
- 1976: Volando (album) (Ri-Fi)
- 1978: Amico (album Dik Dik) (Ri-Fi)
- 1989: Live (album Dik Dik) (Durium)
- 1991: Come fossero farfalle (Carosello)
- 1993: Come passa il tempo e i più grandi successi (Dischi Ricordi)

### CD
- 1993 : Isole in viaggio (Duck Records)
- 2000: Sogno Beat (Duck Records)
- 2000 : L'isola di Wight e altri successi (MBO Music)
- 2001: Uno in più e i grandi successi beat (MBO Music)
- 2003: Ingresso gratuito (autoproduit)
- 2008: Sold Out (autoproduit)
- 2020 : Una vita d’avventura[6]

### Singles
- 1966 : 1-2-3/Se rimani con me (Dischi Ricordi, SRL 10390)
- 1966 : Sognando la California/Dolce di giorno (Dischi Ricordi, SRL 10425)
- 1967 : Il mondo è con noi/Se io fossi un falegname (Dischi Ricordi, SRL 10444)
- 1967 : Senza luce/Guardo te e vedo mio figlio (Dischi Ricordi, SRL 10464)
- 1967 : Inno/Windy (Dischi Ricordi, SRL 10484)
- 1968 : Il vento/L'eschimese (Dischi Ricordi, SRL 10499)
- 1968 : Dimenticherai/Eleonora credi (Dischi Ricordi, SRL 10515)
- 1969 : Zucchero/Piccola arancia (Dischi Ricordi, SRL 10531)
- 1969 : Il primo giorno di primavera/Nuvola bianca (Dischi Ricordi, SRL 10540)
- 1969 : Primavera primavera/Sogni proibiti (Dischi Ricordi, SRL 10565)
- 1970 : Io mi fermo qui/Restare bambino (Dischi Ricordi, SRL 10587)
- 1970 : L'isola di Wight/Innamorato (Dischi Ricordi, SRL 10.599)
- 1970 : Vivo per te/Quattro bicchieri di vino (Dischi Ricordi, SRL 10.610)
- 1970 : Vivo per te/Dove vai (Dischi Ricordi, SRL 10.613)
- 1971 : Ninna nanna (Cuore mio)/Incantesimo (Dischi Ricordi, SRL 10.630)
- 1971 : Vendo casa/Paura (Dischi Ricordi, SRL 10638)
- 1972 : Viaggio di un poeta/Oggi no (Dischi Ricordi, SRL 10.664)
- 1972 : Il cavallo, l'aratro e l'uomo/Senza luce (Dischi Ricordi)
- 1973 : Storia di periferia/Libero (Dischi Ricordi)
- 1973 : Il confine/Ma perché (Dischi Ricordi)
- 1974 : Help me/Sono nato (Dischi Ricordi)
- 1975 : Piccola mia/Uno strano sentimento (Dischi Ricordi)
- 1975 : Volando/Ossessioni (Dik (casa discografica), NP 46001)
- 1976 : I' te vurria vasà/Come una bambina (Dik)
- 1977 : Un giorno, cento anni/Flowers freedom and love (Dik)
- 1977 : Io, te e l'infinito/Walking in the sunshine (Dik)
- 1978 : Amico/Senza di te (Ri-Fi)
- 1978 : Strani fili/Hard stuff (Ariston Records)
- 1978 : Prima pioggia d'estate/Mi manca (Ariston Records)
- 1979 : Dimenticare Venezia/Sentimento (Ariston Records)
- 1980 : Laser vivente/Dolce amara tu (Ariston Records, AR 00887)
- 1980 : Vuoto a rendere/Mamamadama (Ariston Records)
- 1982 : Giornale di bordo/Ruberò (Lupus (casa discografica), LUN 4933)
- 1983 : L'amico mio/Compagnia (Numero Uno (casa discografica)
- 1984 : Senza luce...reggae/Alza la vela al vento (Five Record)
- 1985 : Un giorno d'amore/Primo round (Durium)
- 1990 :  Quando verrà Natale/L'isola di Wight (Carosello (casa discografica),